# Uno (Leonardo Veronesi)
Uno è il primo album del cantautore italiano Leonardo Veronesi, pubblicato nel 2008 dall'etichetta Jaywork.
Leonardo è autore dei testi e delle musiche di tutti i brani nell'album, con la collaborazione di Paolo Valli e Daniele Neri (in arte "Dado Neri") in "Di un'altra categoria", Roberto Casini in "Ho capito che ci sei" e Paolo Martorana e Luca Facchini in "Sarebbe bello" e in "Se per caso".

## Tracce
1. Di un'altra categoria – 3:43
2. Se per caso – 3:43
3. Ho capito che ci sei – 4:07
4. Sarebbe bello – 3:47
5. Svalutation – 3:42
6. Se fossi – 4:13
7. Che colpa ne ho – 3:51
8. Volevo diventare – 4:26
9. È tutto un bluff – 3:34
10. La Morale – 3:49
11. Non ho mai il fazzoletto – 3:55

Durata totale: 42:50